# Hodětice
Hodětice (Duits: Hodietitz) is een Tsjechische plaats in de gemeente Křečovice, regio Midden-Bohemen, en maakt deel uit van het district Benešov. Het dorp ligt op 4 kilometer afstand van Křečovice.
Hodětice telt 19 inwoners (2021).

## Geschiedenis
De eerste schriftelijke vermelding van het dorp dateert van 1352.
Tijdens de Tweede Wereldoorlog was het dorp onderdeel van het militaire oefenterrein van de Waffen-SS Benešov. Op 31 oktober 1943 moesten de inwoners daarom noodgedwongen hun huizen verlaten.
In 1960 werd Hodětice, samen met Křečovice, ingedeeld bij het district Benešov.

## Verkeer en vervoer

### Autowegen
Er leidt een regionale weg naar het dorp.

### Spoorlijnen
Er is geen station in Hodětice. Het dichtstbijzijnde station is in Štětkovice, op zo'n vijf kilometer afstand. Dat station ligt aan de spoorlijn van Benešov naar Vlašim.

### Buslijnen
Er is één bushalte in het dorp:
| Halte               | Lijn    | Traject                                 | Vervoerder        |
| ------------------- | ------- | --------------------------------------- | ----------------- |
| Křečovice, Hodětice | 518 759 | Křečovice - Sedlčany Benešov - Neveklov | ZDAR CŠAD Benešov |

## Bezienswaardigheden
- Petrus- en Pauluskerk (monument)

## Galerij

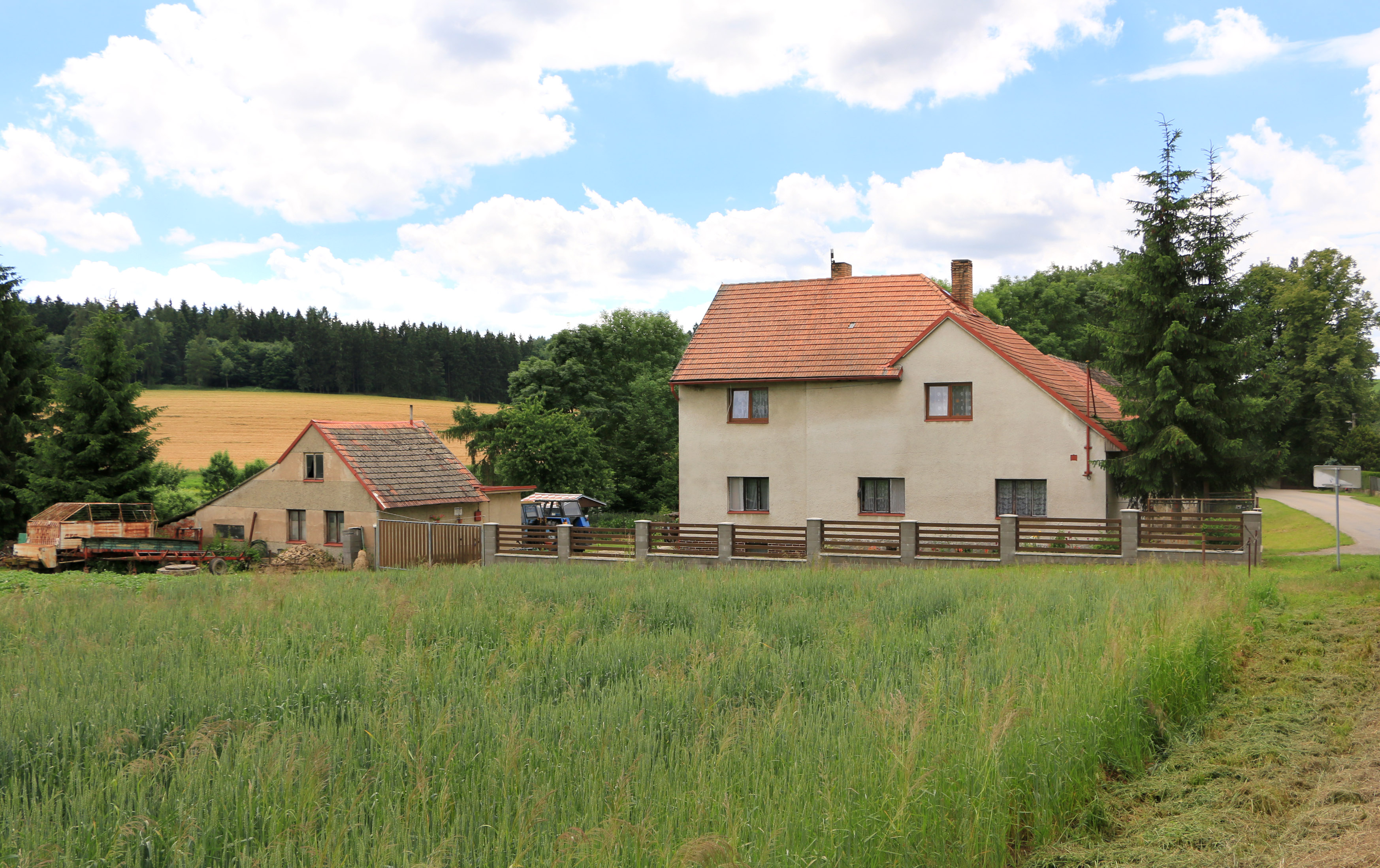
Huizen in het dorp (2016)
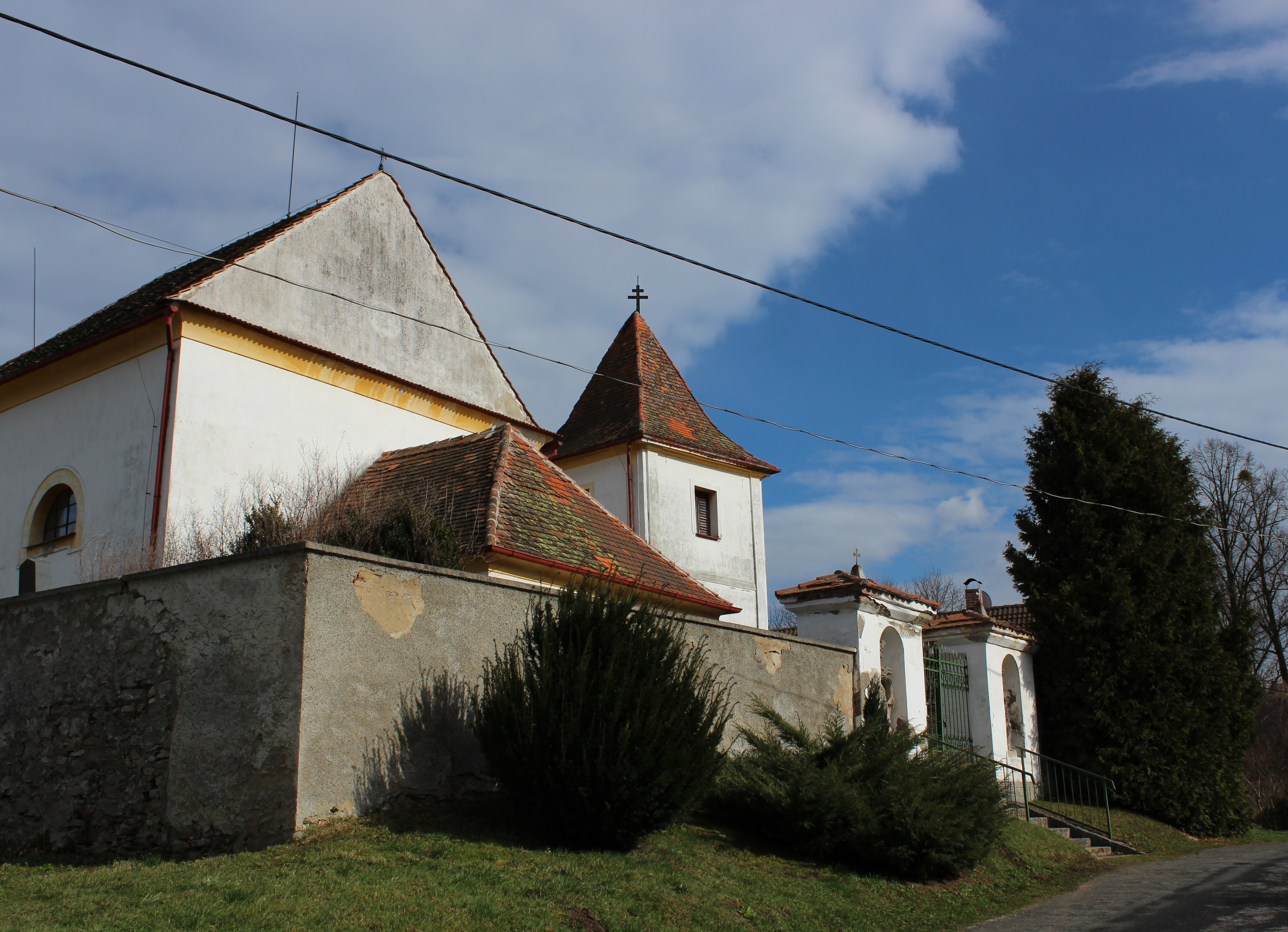
Petrus- en Pauluskerk - zijaanzicht (2015)
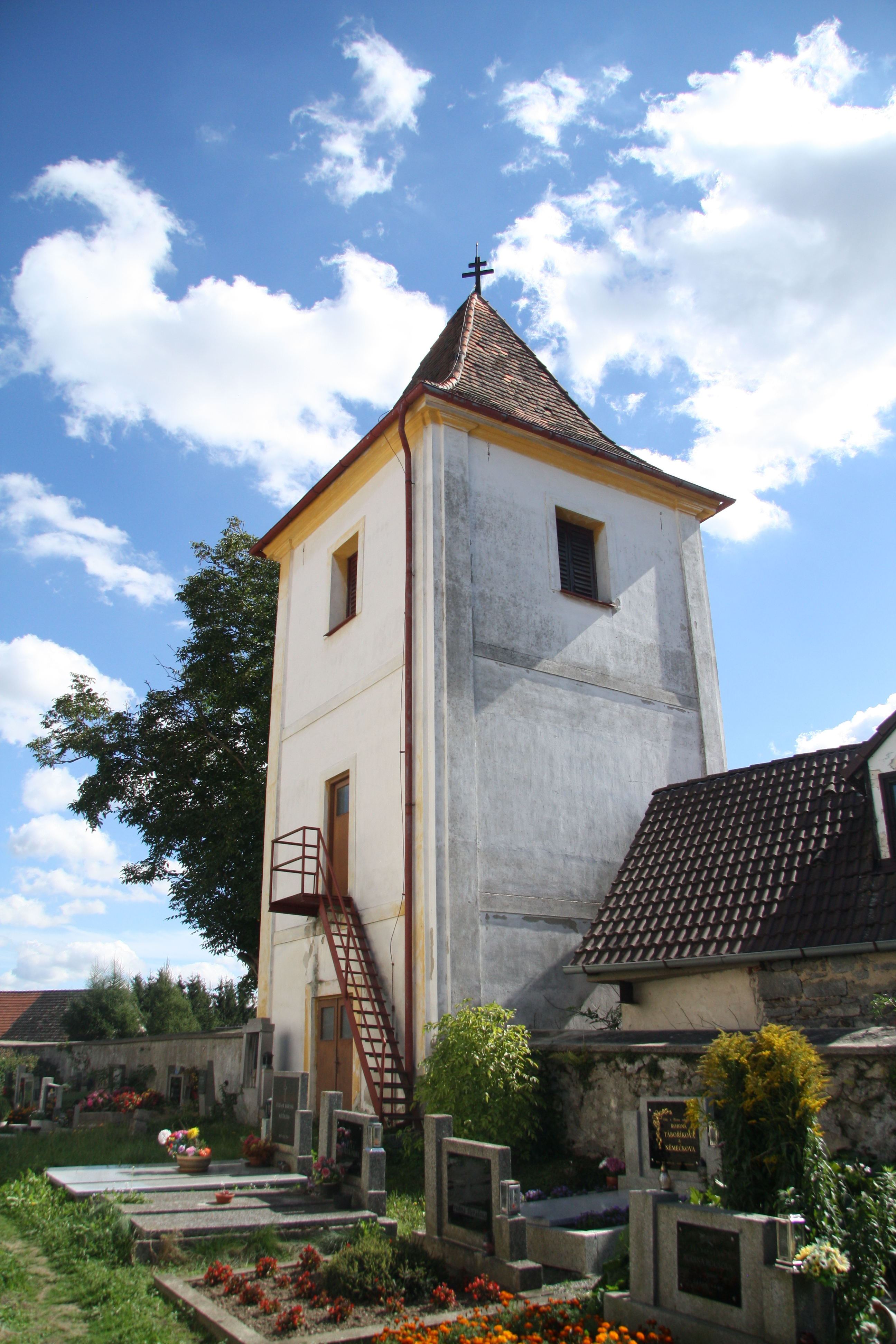
Petrus- en Pauluskerk - toren (2015)
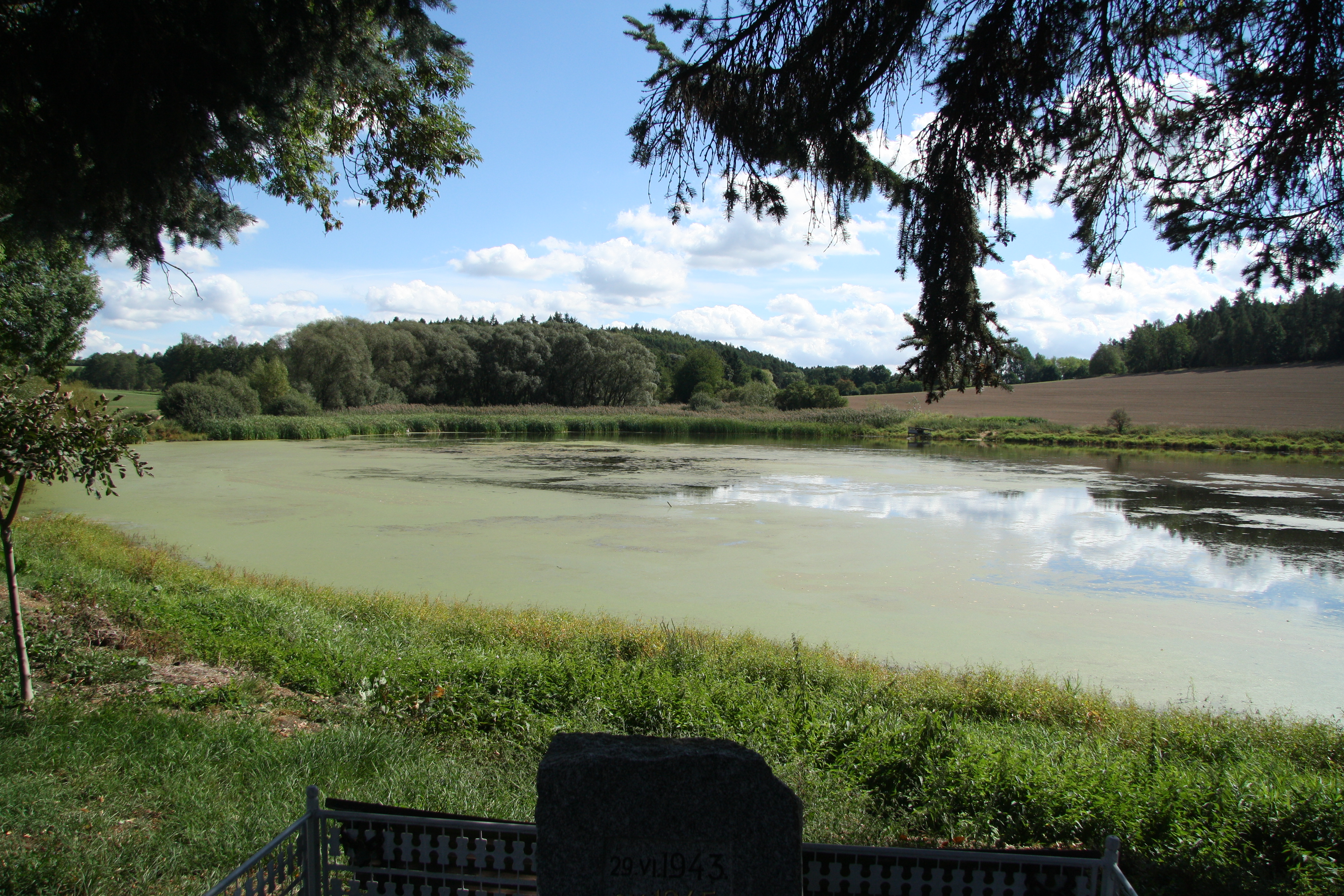
Meertje bij het dorp (2015)